# متفطرة الرياض
متفطرة الرياض (الاسم العلمي:Mycobacterium riyadhense) هي نوع من البكتيريا التي تتبع جنس المتفطرة من فصيلة المتفطرات. سمي هذا النوع من البكتيريا نسبةً إلى منطقة الرياض في المملكة العربية السعودية الموطن الأصلي للمريض الذي تم عزلها منه للمرة الأولى. ومتفطرة الرياض تم وصفها حديثا والتي يحتمل أن تكون معدية للبشر. وقد تم الإبلاغ عن حالات عدوى خارج الرئة تسببت بها هذه المتفطرة اللاسلية.